# Herminia leechi
Herminia leechi là một loài bướm đêm trong họ Noctuidae.